# Ravens Mountains
Die Ravens Mountains ist eine symmetrische Gruppe von Bergen an der Westseite des Hughes-Beckens in der Britannia Range des Transantarktischen Gebirges. Sie erstrecken sich über eine Länge 19 km und haben im 2130 m hohen Doll Peak ihre höchste Erhebung.
Benannt sind sie nach dem Spitznamen Ravens für die 109. Airlift Wing der Air National Guard, welche seit 1988 logistische Unterstützung für das United States Antarctic Program leistet.